# Cyrtopodion voraginosum
Cyrtopodion voraginosum är en ödleart som beskrevs av  Alan E. Leviton och ANDERSON 1984. Cyrtopodion voraginosum ingår i släktet Cyrtopodion och familjen geckoödlor. Inga underarter finns listade i Catalogue of Life.